# アレクサンドリア・エスハテ
アレクサンドリア・エスハテもしくはアレクサンドリア・エスカータ（ギリシア語: Ἀλεξάνδρεια Ἐσχάτη「最遠のアレクサンドリア」の意）は、紀元前329年8月にアレクサンドロス3世（大王）がフェルガナ盆地の南西端（現タジキスタン）に建設した都市。大王によるマケドニア帝国の中央アジアにおける領土としては最北に位置する。シルダリヤ川の南岸に建設されたアレクサンドリア・エスハテは、現代のホジェンド、もしくはその付近に存在していた。
ローマ人の作家クイントゥス・クルティウス・ルフスによれば、アレクサンドリア・ウルティマ（＝エスハテ）には紀元前30年ごろまではヘレニズム文化が残っていた。

## 歴史

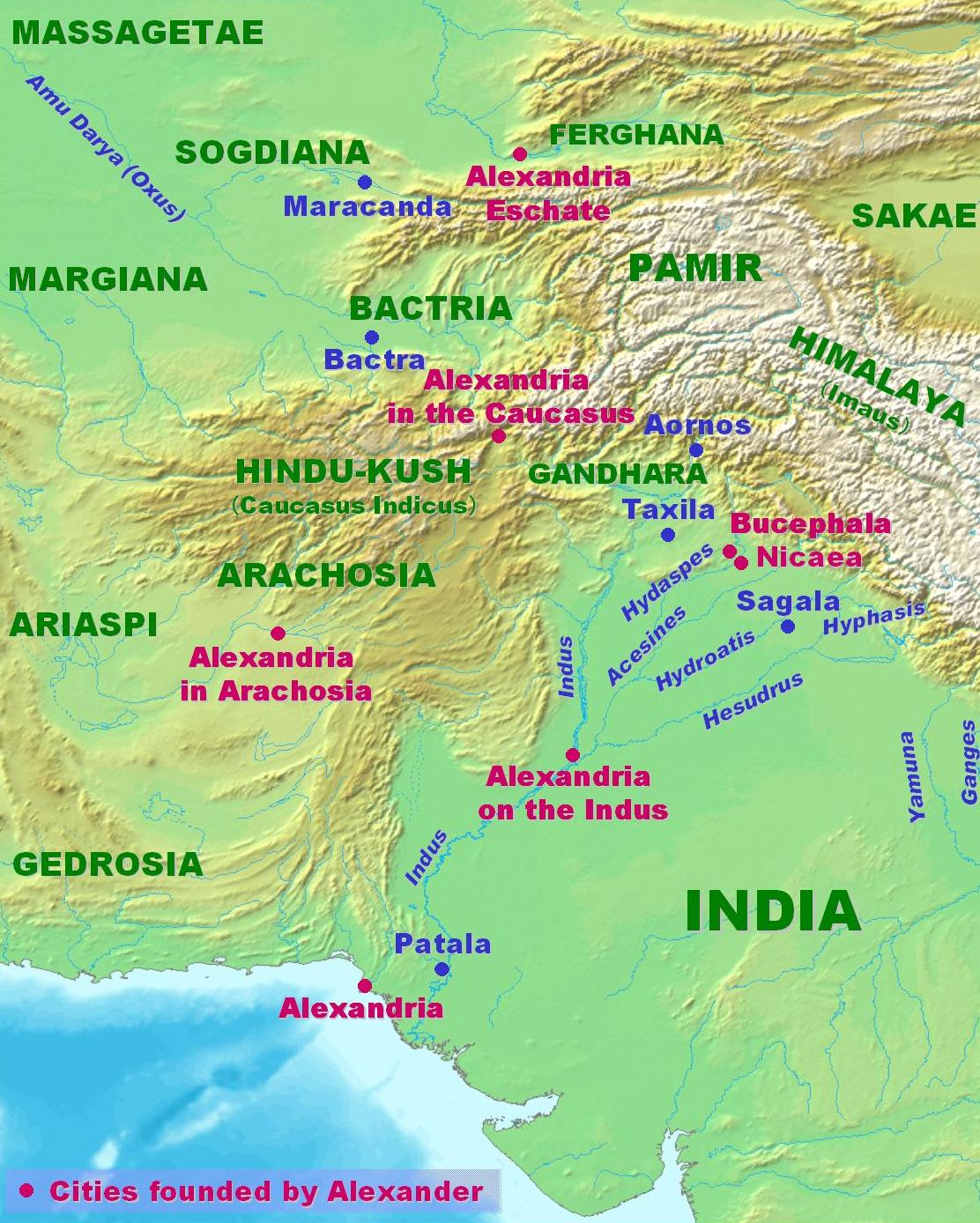
アレクサンドリア・エスハテ（Alexandria Eschate）は、フェルガナ盆地（地図上部）の南西に位置していた。

アレクサンドロス3世が建設して「アレクサンドリア」と名付けた都市には、彼の軍隊で戦った末に引退したり傷ついたりした兵士たちを入植させた。
この都市は周囲をソグディアナ（粟特）の諸部族に囲まれ、また最も近いギリシア人の入植地アレクサンドリア・オクシアナ（アイ・ハヌム、現アフガニスタン）があるバクトリアからも300キロメートルほど離れていたため、有事に救援をもとめるあてがなかった。古代の文献の伝えるところでは、アレクサンドリア・エスハテのギリシア人たちはわずか20日間で6キロメートルにおよぶ市壁を築き上げたとされる。彼らは地元の先住民とも幾度も衝突を繰り返した。

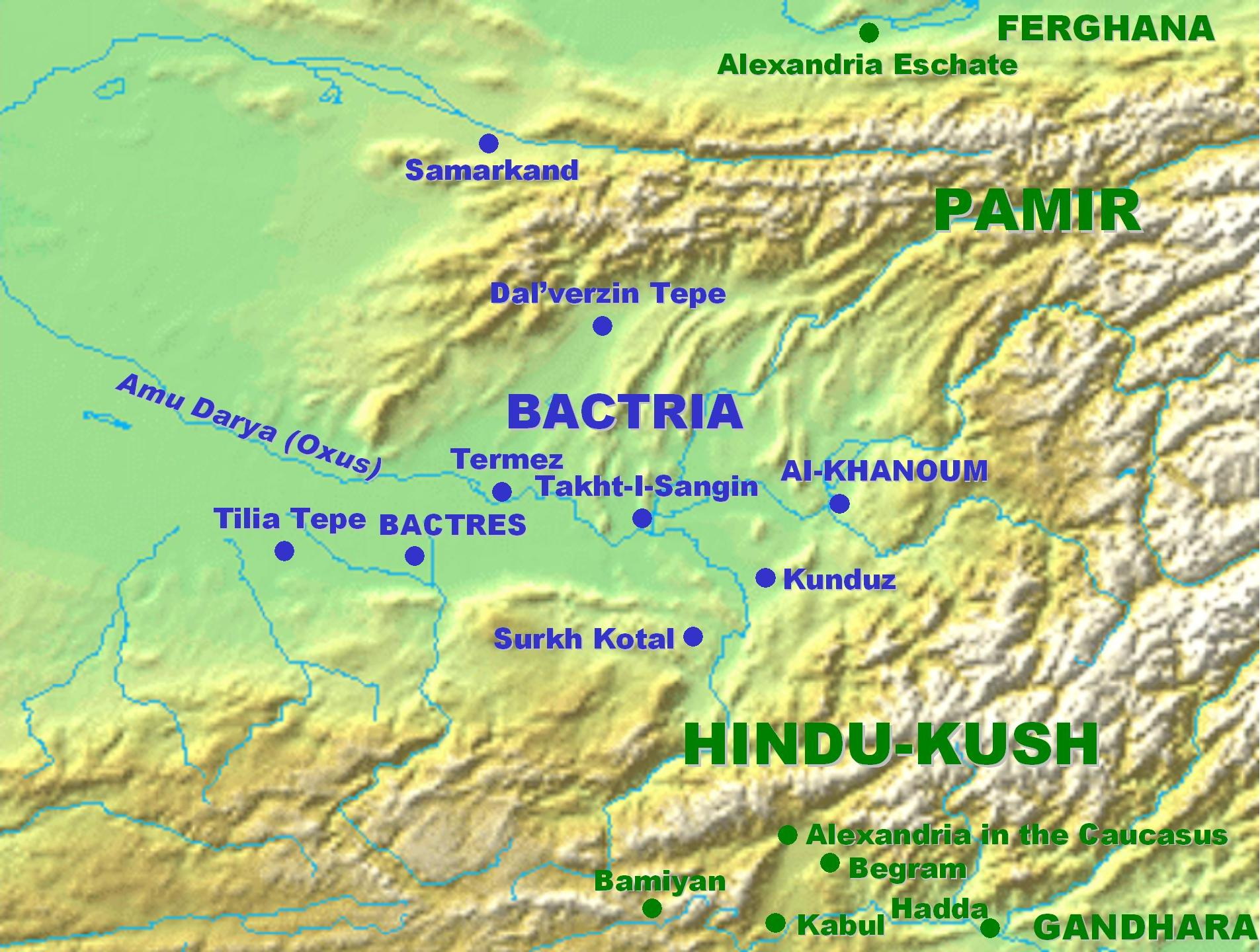
この都市は中央アジアのギリシア人勢力の中心地であるバクトリアから300キロメートル北西の地にあった。

紀元前250年以降、アレクサンドリア・エスハテの市街はソグディアナに進出してきたグレコ・バクトリア王国のエウテュデモス1世と密接な関係を築いたと考えられている。

### 中国との関係

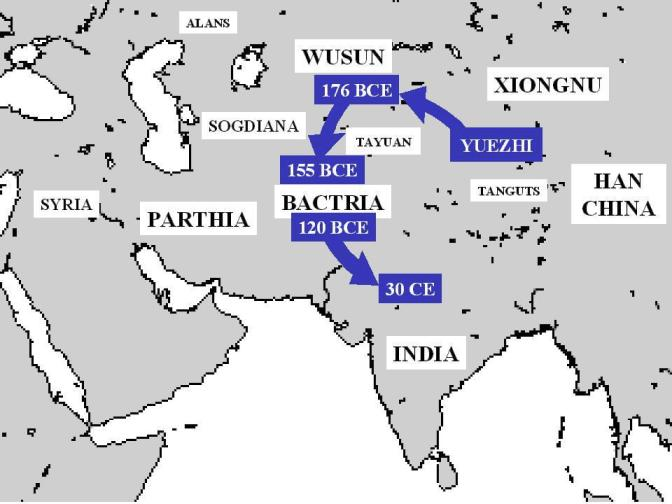
中央アジアと月氏族の移動（紀元前176年頃-30年頃）

アレクサンドリア・エスハテから400キロメートル東方にはタリム盆地（現中華人民共和国、新疆ウイグル自治区）があり、ここにはホータン、トハラ、烏孫、月氏といった王国群があった。間を隔てるのはインド系と月氏（肉氏）の諸部族である。ギリシア人の遠征は東方カシュガルにまで至ったとみられ、古代ローマの歴史家ストラボンによれば、ギリシア人は「その帝国をセリカ（中国もしくはタリム盆地の諸族、ギリシア語: Σήρες; ラテン語: Sērēs; 英語: Seres）やPhryni（おそらく匈奴またはスキタイを指す）にまで広げた」という。少なくとも紀元前200年頃から中国と西域の交易もしくはその他の形態の接触をしていたとすると、これは最古の（歴史的に文書化された）歴史的記録と捉えることができる。
あるいは、中国漢王朝の歴史記録に確認される「偉大なイオニア人」（大宛）と呼ばれた人々の末裔が、フェルガナ盆地のギリシア人である可能性もある。紀元前130年前後に国を代表して張騫が西域に向かったという記述が事実ならば、当時のこの都市の人々は、ヨーロッパと中国の都市文明間の最初の交流の主役であり、シルクロードと呼ばれる交易路がすでに紀元前1世紀から開かれていたことが想像される。
ローマの歴史家クイントゥス・クルティウス・ルフスの著した『アレクサンドロス大王の歴史』では、当時（紀元前30年頃）でもマケドニアの退役兵士の子孫はまだヘレニズム文明の習俗を保っていた。

## 遺跡
ホジェンドには、アレクサンドロス3世が建てた城塞都市の遺丘がある。地上に露出した遺跡は古いものでも10世紀ごろのものであったが、ソビエト連邦やタジキスタンの発掘により、ヘレニズム中期およびアケメネス朝期の遺跡の層が見つかった。この層には、紀元前4世紀ごろの城塞の遺構があった。
発掘された家庭用品や武器、建材などは、ホジェンドのソグド歴史博物館に展示されている。またこの地では、膨大な数のヘレニズム期の硬貨や陶芸品が発掘されている。

## 小説
イギリスの小説家トム・ホルトは作品『世界の最果てのアレクサンドロス』（英語: Alexander At The World's End）の中でこの都市を Pallini と呼び、Eutychidis の息子で主役の Hladinusの 最終目的地に設定した。ジリアン・ブラッドショーの『天国の馬』（英語: Horses of Heaven）では、時代設定は紀元前140年頃である。